# Laurisa Landre
Laurisa Landre (Pointe-à-Pitre, 27 de outubro de 1985) é uma handebolista profissional francesa, medalhista olímpica.

## Carreira
Laurisa Landre fez parte do elenco medalha de prata na Rio 2016.